# Ophiarachnella stearnsii
Ophiarachnella stearnsii is een slangster uit de familie Ophiodermatidae.
De wetenschappelijke naam van de soort werd in 1891 gepubliceerd door J.E. Ives.